# Ilha Comprida
Ilha Comprida is een gemeente in de Braziliaanse deelstaat São Paulo. De gemeente telt 10.090 inwoners (schatting 2009).

## Aangrenzende gemeenten
De gemeente grenst aan Cananeia en Iguape.